# Brynhild Berge
Brynhild Berge, posteriorment Samuelsen, (Oslo, 22 de setembre de 1901 – Bodø, Nordland, 22 de febrer de 1975) va ser una saltadora noruega que va competir en els anys posteriors a la Primera Guerra Mundial.
El 1920 va prendre part en els Jocs Olímpics d'Anvers, on va disputar la prova de palanca de 10 metres del programa de salts. Quedà eliminada en la primera ronda.